# 佐々木雄司
佐々木 雄司（ささき ゆうじ、1932年1月2日(昭和7年) -　）は、日本の精神医学者。

## 経歴
埼玉県川越市生まれ。1957年東京大学医学部卒。58年東大精神科に入局。1963年「我国における巫者(shaman)の精神医学的研究 "神憑り"の成立と展開」で医学博士。1966年東京都立精神衛生センター分室長、1971年埼玉県精神衛生センター所長。1977年琉球大学精神衛生学教授、1981年東京都立精神衛生センター所長。1985年東京大学医学部精神衛生学教授。1992年獨協大学経済学部教授兼保健センター診療所長。

## 著書
- 『宗教から精神衛生へ』金剛出版、1986
- 『生活の場での実践メンタルヘルス 精神衛生学体系化へのチャレンジ』保健同人社、2002

### 共編
- 『生命哲学のすすめ 自然との合一を求める生き方』窪徳忠共編 有斐閣選書、1976
- 『沖縄の文化と精神衛生』編 弘文堂、1984

### 翻訳
- The Voice of America 編『精神のコントロール』小野泰博共訳 誠信書房、1966

## 参考
- [ISBN　978-4-8327-0258-5]
- 『現代日本人名録』2002年